# دانشگاه ماساچوست بوستون
دانشگاه ماساچوست بوستون (به انگلیسی: University of Massachusetts Boston) یک دانشگاه تحقیقاتی دولتی در بوستون واقع در ایالت ماساچوست آمریکا است که در سال ۱۸۵۲ میلادی بنیان‌نهاده شده‌است. این دانشگاه وسعتی بیش از ۱۷۷ هکتار دارد.